# Morville-lès-Vic

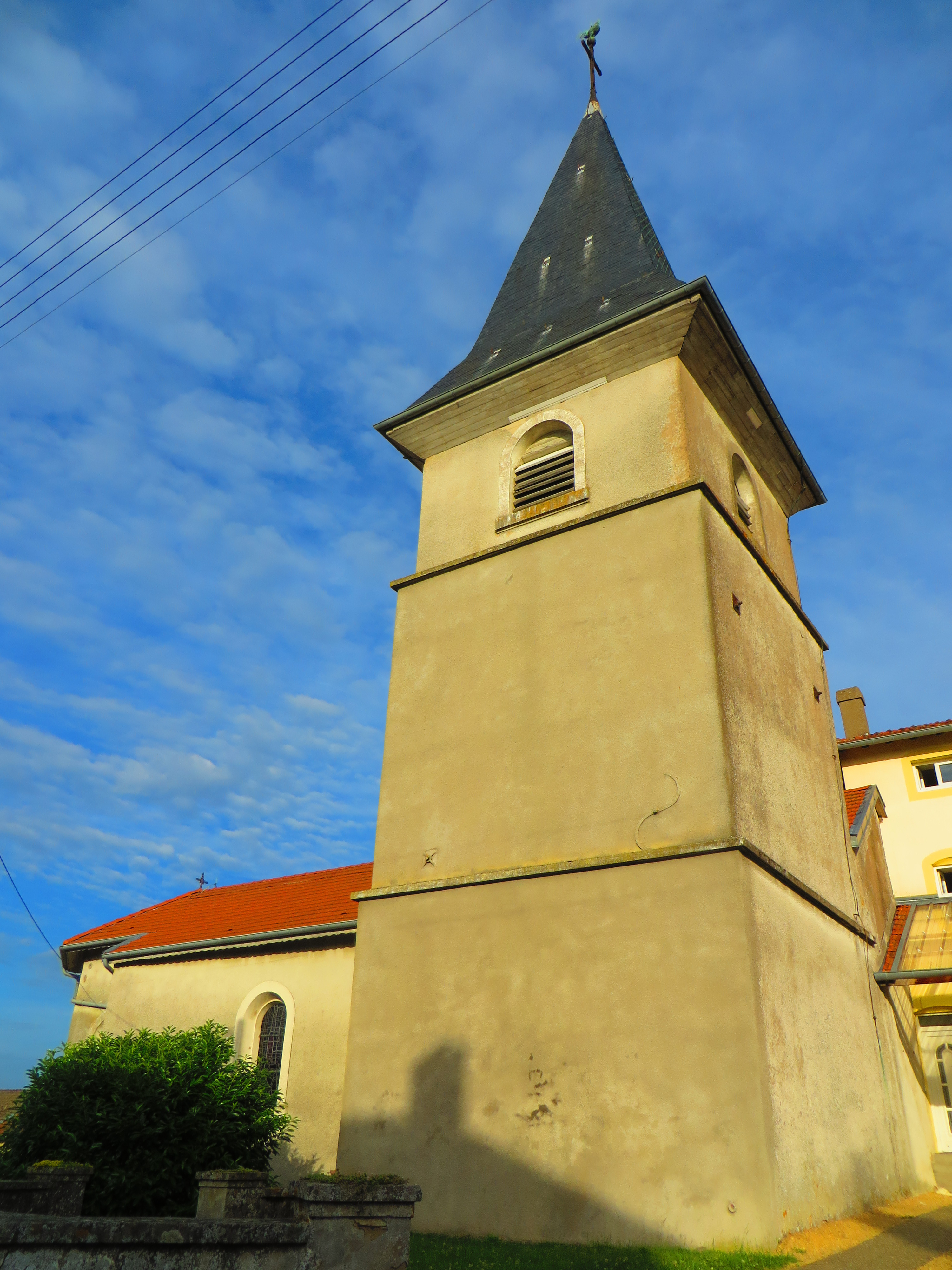
Kirche St. Gorgon

Morville-lès-Vic (deutsch Morville bei Vic) ist eine französische Gemeinde mit 111 Einwohnern (Stand 1. Januar 2022) im Département Moselle in der Region Grand Est (bis 2015 Lothringen). Sie gehört zum Arrondissement Sarrebourg-Château-Salins.

## Geographie
Die Gemeinde liegt vier Kilometer nördlich von Vic-sur-Seille (Vic an der Seille) und drei Kilometer östlich von Château-Salins im Zentrum des Saulnois (Salzgau) auf einer Höhe zwischen 220 und 317 m über dem Meeresspiegel. Das 8,14 km² umfassende Gemeindegebiet ist Teil des Regionalen Naturparks Lothringen.

## Geschichte
Im Jahr 968 war das Kloster St. Arnulf in Metz hier begütert, dann gehörte der Ort dem Kloster Gorze und dann dem Bistum Metz. Der Ritter zu Pferd im Gemeindewappen steht für die Abtei Gorze, der silberne Pfahl für eine früher wichtige Militärstraße.
Durch den Frankfurter Frieden vom 10. Mai 1871 kam die Region an das deutsche Reichsland Elsaß-Lothringen, und das Dorf wurde dem Kreis Château-Salins im Bezirk Lothringen zugeordnet. Nach dem Ersten Weltkrieg musste die Region aufgrund der Bestimmungen des Versailler Vertrags 1919 an Frankreich abgetreten werden und wurde Teil des Département Moselle. Im Zweiten Weltkrieg war die Region von der deutschen Wehrmacht besetzt.
Das Dorf trug 1915–1919 und 1940–1944 den eingedeutschten Namen Morsheim.

## Bevölkerungsentwicklung
| Jahr      | 1962 | 1968 | 1975 | 1982 | 1990 | 1999 | 2007 | 2019 |
| Einwohner | 140  | 134  | 121  | 120  | 99   | 104  | 120  | 124  |

## Belege
1. 1 2   Eugen H. Th. Huhn: Deutsch-Lothringen. Landes-, Volks- und Ortskunde, Stuttgart 1875, S. 483–484  (books.google.de)
2. ↑  Wappenbeschreibung auf genealogie-lorraine.fr (französisch)